# Belmonte (Portugalsko)
Belmonte je portugalské městečko v distriktu Castelo Branco. V minulosti bylo základnou významné rodiny Cabralů. Mezi členy klanu se počítá belmontský rodák Pedro Álvares Cabral, objevitel Brazílie, po matce potomek portugalských králů.

## Historie
Roku 1199 obdrželo pohraniční sídlo Belmonte od krále Sancha I. důležitou listinu a zároveň se zde začala budovat opevněná tvrz, která měla být opěrným bodem na portugalsko-leonské hranici. Koncem 13. století byla tvrz biskupem z Coimbry přebudována na hrad.
Ve městě bývala také početná židovská komunita. Židé byli i v období reconquisty důležitou složkou královského dvora a to až do 15. století, kdy na Pyrenejském poloostrově začala fungovat všemocná inkvizice. Stovky utečenců se tehdy z celého Španělska a Portugalska uchýlily na severovýchod země, kam inkvizice ještě nedosáhla. Po příchodu inkvizitorů byli nuceni i zde přestoupit na křesťanskou víru, volit odchod ze země či smrt. V Belmonte se místním sefardským židům podařilo králův dekret a inkvizici ošidit. V roce 1917 polský inženýr Samuel Schwarz zjistil, že zde žije židovská komunita, která tajně praktikuje židovské rituály již od dob inkvizice. Přežila díky tomu, že nesmlouvavě udržovala tradici uzavírání manželství pouze mezi svými a tradice se předávala z matky na dceru, a ne po otci, jak bývalo zvykem.

## Městské pamětihodnosti
- hrad
- synagoga
- Židovské muzeum
- kostel Santiago s pantheonem rodiny Cabralů (součást poutní trasy do Santiaga de Compostela)
- Muzeum olivového oleje